# اکلپور اپازیلا
اکلپور اپازیلا (به لاتین: Akkelpur Upazila) یک سکونتگاه مسکونی در بنگلادش است که در ناحیه جایپورهات واقع شده‌است.

## خصوصیات
اکلپور اپازیلا ۱۳۹٫۴۷ کیلومترمربع مساحت و ۱۲۶٬۰۴۶ نفر جمعیت دارد.